# 7261 Yokootakeo
7261 Yokootakeo este un asteroid din centura principală de asteroizi.

## Descriere
7261 Yokootakeo este un asteroid din centura principală de asteroizi. A fost descoperit pe 14 aprilie 1994 la Oizumi de Takao Kobayashi. El prezintă o orbită caracterizată de o semiaxă mare de 2,65 ua, o excentricitate de 0,17 și o înclinație de 13,0° în raport cu ecliptica.